# Brazópolis
Brazópolis est une municipalité brésilienne de l'État du Minas Gerais et la Microrégion d'Itajubá.

## Personnalités liées à la commune
- Pablo Maia (2002-), footballeur né à Brazópolis.